# Bom Jesus (Santa Catarina)
Bom Jesus é um município brasileiro do estado de Santa Catarina. Localiza-se na Região Geográfica Imediata de Xanxerê e na região Geográfica Intermediária de Chapecó, estando a uma altitude de 669 metros. Sua população, conforme o Censo do IBGE de 2022, era de 2.777 habitantes.

## Meios de Comunicação

### Televisão[6]
- 5.1 (34 UHF) - NSC TV Chapecó (TV Globo)
- 27.1 (23 UHF) - SCC SBT (SBT)